# Staffan Anderberg
Staffan Einar Anderberg, född 31 december 1935 i Sankt Matteus församling, Stockholms stad, död 31 december 2021 i Lidingö distrikt, var en svensk politiker (moderat). Han var bland annat kommunalråd i Lidingö kommun från 1992 till 31 januari 2002, då han efterträddes av Paul Lindquist.